# فالسيانو ديل ماسيكو
فالسيانو ديل ماسيكو (بالإيطالية: Falciano del Massico)‏ هي كومونا في مقاطعة كزرتة في منطقة كمبانية الإيطالية، وتقع على بعد 50 كيلومترًا (31 ميلًا؛ 27 نميًا) شمال غرب نابولي و35 كيلومترًا (22 ميلًا؛ 19 نميًا) شمال غرب كزرتة.